# Ricardo (Unternehmen)
Ricardo plc ist ein an der englischen Börse notierter britischer Entwicklungsdienstleister mit mehreren Niederlassungen und an manchen Standorten auch mit Fertigungseinrichtungen.

## Geschichte
Gegründet wurde die Firma unter dem Namen Engine Patents Ltd im Jahr 1915 von Sir Harry Ricardo in England. 1919 wurde der Firmensitz nach Shoreham-by-Sea in West Sussex verlegt. Mit der Umbenennung zur Ricardo Consulting Engineers Ltd. begann 1927 die Erweiterung der geschäftlichen Tätigkeiten auf internationaler Ebene. Dave Shemmans ist der aktuelle CEO.
Von 2011 bis Mai 2023 hat Ricardo 34.000 Antriebsstränge für McLaren hergestellt.

## Überblick der Marktsektoren und Produktbereiche
Folgende Marktsektoren wurden im Jahr 2013 bedient:
- PKW (46 %)
- Sportwagen & Motorsport (13 %)
- Marine
- Erneuerbare Energien & Energieerzeugung
- Schienenverkehr
- Verteidigung
- Land- & Baumaschinen
- Nutzfahrzeuge
- Motorräder und Kleinstfahrzeuge
- Öffentliche Organe

Produktbereiche, die bearbeitet werden:
- Motoren
- Getriebesysteme und Antriebsstrang
- Fahrzeugsysteme
- Hybrid- und Elektrofahrzeuge
- Intelligente Transportsysteme
- Performance Produkte
- Software
- Strategieberatung

## Standorte

### Großbritannien
Shoreham-by-Sea am Ärmelkanal ist der traditionelle Firmensitz von Ricardo plc. Die Schwerpunkte liegen in der Forschung sowie der Konstruktion und Entwicklung unterschiedlicher Antriebssysteme und Verbrennungsmotoren, außerdem werden dort Motoren und Fahrzeuge in Kleinserien gefertigt. Dazu gehören auch die Motoren für McLaren.
Leamington Spa, in der Nähe von Birmingham, ist einer von zwei weiteren Technischen Zentren der Ricardo plc. Der Kern in diesem Zentrum liegt bei der Konstruktion, Entwicklung, Prototypen- und Serienfertigung von Antriebsstrang- und Getriebesystemen, darunter auch für den Bugatti Veyron und Chiron. In Leamington werden ebenfalls die motorsportlichen Aktivitäten gesteuert.
In der Entwicklungsabteilung von Cambridge ist Ricardo plc auf Steuer- und Managementsysteme für Motoren und Antriebsstränge spezialisiert. Weiterhin werden dort Systeme zur aktiven Sicherheit, On-Board-Diagnosesysteme und eingebettete Software entwickelt.

### Deutschland
Die deutsche Niederlassung der Ricardo plc wurde 1999 gegründet. Dadurch wurde die Präsenz auf dem mitteleuropäischen Markt erweitert und die Zusammenarbeit mit den wichtigsten deutschen Automobilherstellern verstärkt.
Seit 2003 befindet sich der Hauptsitz in Schwäbisch Gmünd.
Schwerpunkte in Deutschland sind die Konstruktion von Verbrennungsmotoren für die Automobil- und Motorradindustrie sowie der Prototypenbau und die Erprobung bis zur Serienreife. Strukturelle Analysen, Kalibrierung, und NVH-relevante Aspekte werden im Testzentrum in Schechingen bearbeitet.
Seit 2005 unterstützt die Ricardo Strategic Consulting GmbH in München die wichtigsten Fahrzeughersteller bei der strategischen Ausrichtung und Beratung.

### USA
Die USA sind durch die Ricardo Inc. mit den Standorten Detroit (Hauptsitz) und Chicago vertreten. Geleitet werden diese Entwicklungs- und Testzentren von Thomas Apostolos. Der Fokus dort liegt ebenfalls auf der Erforschung, Konstruktion, Prototypen und Fertigung von Verbrennungsmotoren und -systemen, aber auch Otto-, Diesel-, Hybrid- und Gasmotoren jeder Größe. Die Fahrzeugentwicklung und -optimierung sowie Systemsteuerung und NVH-Optimierung gehören mitunter zu den Aufgaben in den amerikanischen Technikzentren.

### Sonstige
Ebenso ist die Ricardo Gruppe an den folgenden Standorten vertreten:
- Prag, Tschechische Republik seit 2000
- Utrecht, Niederlande
- Delhi, Indien seit 2007
- Tokio, Japan
- Shanghai, China seit 2005
- Seoul, Korea
- Coriano, Provinz Rimini, Italien
- Moskau, Russland

## Projekte (Auswahl)
- JCB Dieselmax (Motorenbaureihe)[12]
- Bugatti Veyron (Getriebe)[7][13]
- BMW K 1600 GT (Motor)[14]
- BMW C 400 X und C 400 GT (Gesamtfahrzeug)